# Tratado de Paz da Cilícia
O Tratado de Paz da Cilícia foi assinado entre a França e o Movimento Nacional Turco (antecessor da república da Turquia) em 9 de março de 1921, pondo fim à Guerra Franco-Turca (ou Guerra da Cilícia). Os objetivos do tratado não foram alcançados, tendo sido substítuido pelo Tratado de Ancara, assinado em 20 de outubro do mesmo ano.